# Каликинский сельсовет (Липецкая область)
Каликинский сельсове́т — сельское поселение в Добровском районе Липецкой области.
Административный центр — село Каликино.

## История
В соответствии с законом Липецкой области №114-оз «О наделении муниципальных образований в Липецкой области статусом городского округа, муниципального  района, городского и сельского поселения» от 2 июля 2004 года Каликинский сельсовет наделён статусом сельского поселения.

## Население
| 2010  | 2012  | 2013  | 2014  | 2015  | 2016  | 2017  |
| ----- | ----- | ----- | ----- | ----- | ----- | ----- |
| 3473  | ↘3436 | ↘3422 | ↗3437 | ↘3402 | ↘3356 | ↗3367 |
| 2018  | 2021  |       |       |       |       |       |
| ↘3346 | ↗3731 |       |       |       |       |       |

## Состав сельского поселения
| № | Населённый пункт | Тип населённого пункта       | Население |
| - | ---------------- | ---------------------------- | --------- |
| 1 | Гудбок           | посёлок                      | ↘33       |
| 2 | Гудово           | село                         | ↗430      |
| 3 | Густый           | посёлок                      | ↘25       |
| 4 | Дальний          | посёлок                      | ↗26       |
| 5 | Каликино         | село, административный центр | ↗3239     |
| 6 | Фильцы           | посёлок                      | ↘0        |